# Silvia Bosurgi
Silvia Bosurgi (* 17. April 1979 in Messina) ist eine ehemalige italienische Wasserballspielerin. Sie war Olympiasiegerin 2004, Weltmeisterin 2001 sowie Europameisterin 1999 und 2003. 2003 war sie Zweite bei den Weltmeisterschaften sowie 2001 und 2006 bei den Europameisterschaften.

## Karriere
Die 1,64 m große Silvia Bosurgi spielte für die Gruppo Sportivo Orizzonte in Catania. Mit diesem Verein gewann sie von 1996 bis 2008 zwölf italienische Meistertitel und sechsmal die LEN Champions League der Frauen.
Ihr erster großer Erfolg mit der italienischen Nationalmannschaft war der Sieg bei der Europameisterschaft 1999. 2001 in Budapest erreichten die Italienerinnen das Finale, unterlagen aber dann den Ungarinnen mit 8:10. Einen Monat später bei der Weltmeisterschaft 2001 in Fukuoka gewannen die Italienerinnen das Halbfinale gegen die Mannschaft aus den Vereinigten Staaten. Im Finale trafen die Italienerinnen wieder auf die Ungarinnen und siegten diesmal mit 7:3.
2003 bei der Europameisterschaft in Slowenien besiegten die Italienerinnen im Finale die Ungarinnen mit 6:5. Einen Monat nach der Europameisterschaft begann in Barcelona die Weltmeisterschaft 2003. Die Italienerinnen belegten in der Vorrunde den zweiten Platz hinter den Ungarinnen. Das Viertelfinale gegen die Niederländerinnen entschieden die Italienerinnen erst im Penaltywerfen nach der Verlängerung für sich. Im Halbfinale bezwangen sie die Kanadierinnen mit 5:2, das Finale verloren sie gegen die Mannschaft aus den Vereinigten Staaten mit 6:8. 2004 beim olympischen Wasserballturnier in Athen belegten die Italienerinnen in der Vorrunde den zweiten Platz hinter den Australierinnen. Mit einem 8:5-Sieg gegen die Ungarinnen erreichten die Italienerinnen das Halbfinale. Dort besiegten sie die Mannschaft aus den Vereinigten Staaten mit 6:5. Im Finale gegen die Griechinnen siegten die Italienerinnen dann mit 10:9. Bosurgi war in allen Spielen dabei und erzielte sowohl im Viertelfinale als auch im Finale jeweils ein Tor.
Bei der Europameisterschaft 2006 erreichten die Italienerinnen das Finale und unterlagen dort den Russinnen mit 10:12. Im Jahr darauf bei der Weltmeisterschaft 2007 in Melbourne belegten die Italienerinnen den fünften Platz. Bei den Olympischen Spielen 2008 in Peking erreichten die Italienerinnen den zweiten Platz in ihrer Vorrundengruppe hinter dem Team aus den Vereinigten Staaten, aber vor den Russinnen. Im Viertelfinale unterlagen sie den Niederländerinnen mit 11:13 und belegten letztlich den sechsten Platz. Bosurgi war in allen fünf Spielen dabei und erzielte insgesamt fünf Tore.